# Аменемхет I
Аменемхет I или Аменемес е основател и първи фараон от Дванадесета династия на Древен Египет. Управлява през 1991 – 1962 г. пр.н.е. през периода на Средното царство на Египет. Той е един от най-значителните и успешни управници на Древен Египет, довел Средното царство до нов период на възход.
Аменемхет I е висш сановник, син на жреца Сенусрет и нубийката Нофрет или Нефрет. Аменемхет I става фараон вероятно след преврат срещу Ментухотеп IV, последния владетел от 11-ата династия. В началото на управлението си новият фараон е изправен пред два бунта в Горен Египет – на Иниотеф и на нубиеца Сегерсени. В крайна сметка метежът е потушен, с помощта на неговия сподвижник Хнумхотеп, който впоследствие назначава като номарх на Горен Египет.
За да се избави от влиянието на тиванското жречество, Аменемхет I премества столицата от Тива в новооснованата резиденция Ити Тауи, южно от Мемфис, откъдето контролира Горен и Долен Египет. Аменемхет I елиминира сепаратизма на номарсите, ограничавайки независимостта им, потушава няколко техни бунта и успява да консолидира властта на фараона. Неговата главна заслуга остава реорганизирането на държавата. Той освен това подновява търговските контакти с финикийците и егейците.
Аменемхет I предприема успешни военни походи в Предна Азия и Нубия. Няколко пъти защитава Делтата от набезите на пустинните номадски племена. Засилва отбраната на североизточната граница на Египет, където построява редица от крепости, наречена „Стена на повелителя“. На 24-тата година от царуването си воюва срещу племената в Синай и по западното крайбрежие на Червено море. В 29-ата година води поход в Нубия. Аменемхет I е първият фараон, при който египетската армия настъпва на юг от Елефантина. Към самия край на управлението си Аменемхет I удържа победи над либийците.
В последните години от живота си управлява съвместно със своя син и наследник Сенусрет I. Аменемхет I е убит от свои телохранители при дворцов заговор, ако се вярва на написаното при неговия син „Поучение на Аменемхет“.